# Murazzano
Murazzano je obec v Itálii v provincii Cuneo v oblasti Piemont. K 31. prosinci 2010 zde žilo 870 obyvatel.

## Sousední obce
Belvedere Langhe, Bonvicino, Bossolasco, Clavesana, Igliano, Marsaglia, Mombarcaro, Paroldo, San Benedetto Belbo, Torresina